# Oryzoideae
Sous-famille
Synonymes
- Ehrhartoideae Caro 1982
- Oryzoideae Caro 1982
- Ehrhartineae Link 1827
- Oryzeae Burmeist. 1837 ([2].

Les Oryzoideae (synonyme : Ehrhartoideae) sont une sous-famille de plantes monocotylédones de la famille des Poaceae. 
Elle regroupe 20 genres et environ 120 espèces, et notamment l'une des plus importantes céréales, le riz cultivé.
Parmi les graminées, cette sous-famille est l'une des trois qui sont rattachées au clade BEP, riche en espèces qui ont toute une photosynthèse en C3.
C'est la lignée de base de cette sous-famille,.
Elle comprend quatre tribus et un genre, Suddia, en position indéterminée (incertae sedis), probablement des Phyllorachideae.
Des analyses phylogénétiques ont permis de déterminer l'ordre de branchement de ces clades au sein de cette sous-famille : 
|  | Bambusoideae |
|  |              |
|  | Pooideae     |
|  |              |

|  | Ehrharteae                                                  |
|  |                                                             |
|  | \| \| Phyllorachideae \| \| \| \| \| \| Oryzeae \| \| \| \| |
|  |                                                             |
|  | Phyllorachideae                                             |
|  |                                                             |
|  | Oryzeae                                                     |
|  |                                                             |

|  | Phyllorachideae |
|  |                 |
|  | Oryzeae         |
|  |                 |

|  | Ehrharteae                                                  |
|  |                                                             |
|  | \| \| Phyllorachideae \| \| \| \| \| \| Oryzeae \| \| \| \| |
|  |                                                             |
|  | Phyllorachideae                                             |
|  |                                                             |
|  | Oryzeae                                                     |
|  |                                                             |

|  | Phyllorachideae |
|  |                 |
|  | Oryzeae         |
|  |                 |

## Caractéristiques générales
Les Oryzoideae sont des plantes herbacées, parfois suffrutescentes, annuelles ou vivaces, rhizomateuses ou stolonifères.
Elles présentent des inflorescences en panicules ou en grappes, composées d'épillets unisexués ou bisexués. Ces épillets comprennent de 0 à 2 fleurons stériles, et toujours un fleuron fertile hermaphrodite.
Les épillets sont à glumes réduites. La fleur a un modèle de base à six étamines.
Le nombre chromosomique de base est x= 12 (mais x=10 chez Microlaena et x=15 chez Zizania).

## Origines
Les Oryzoideae pourraient s'être individualisées, selon des données moléculaires, depuis environ 30 à 35 millions d'années,.
Une espèce fossile, Archaeoleersia nebraskensis, qui date de l'oligocène, a été décrite.

## Taxinomie

### Liste des tribus, sous-tribus, genres, espèces et variétés
Selon NCBI (12 juin 2016) :
- tribu Ehrharteae
  - genre Ehrharta
    - Ehrharta barbinodis
    - Ehrharta brevifolia
    - Ehrharta calycina
    - Ehrharta capensis
    - Ehrharta delicatula
    - Ehrharta dura
    - Ehrharta eburnea
    - Ehrharta erecta
      - variété Ehrharta erecta var. abyssinica

    - Ehrharta longiflora
    - Ehrharta longifolia
    - Ehrharta longiglumis
    - Ehrharta melicoides
    - Ehrharta ottonis
    - Ehrharta pusilla
    - Ehrharta ramosa
    - Ehrharta rehmannii
    - Ehrharta rupestris
    - Ehrharta setacea
    - Ehrharta thunbergii
    - Ehrharta triandra
    - Ehrharta villosa

  - genre Microlaena
    - Microlaena avenacea
    - Microlaena carsei
    - Microlaena polynoda
    - Microlaena stipoides

  - genre Tetrarrhena
    - Tetrarrhena acuminata
    - Tetrarrhena distichophylla
    - Tetrarrhena juncea
    - Tetrarrhena laevis
    - Tetrarrhena turfosa

  - genre Zotovia
    - Zotovia colensoi
    - Zotovia thomsonii
- tribu Oryzeae
  - sous-tribu Oryzinae
    - genre Leersia
      - Leersia hexandra
      - Leersia japonica
      - Leersia oryzoides
      - Leersia perrieri
      - Leersia sayanuka
      - Leersia tisserantii
      - Leersia virginica

    - genre Oryza
      - Oryza alta
      - Oryza australiensis
      - Oryza barthii
      - Oryza brachyantha
      - Oryza coarctata
      - Oryza eichingeri
      - Oryza glaberrima
      - Oryza glaberrima x Oryza sativa
      - Oryza glumipatula
      - Oryza grandiglumis
      - Oryza granulata
      - Oryza latifolia
      - Oryza longiglumis
      - Oryza longistaminata
      - Oryza malampuzhaensis
      - Oryza meridionalis
      - Oryza meyeriana
      - Oryza minuta
      - Oryza neocaledonica
      - Oryza nivara
      - Oryza nivara x Oryza rufipogon
      - Oryza nivara x Oryza sativa
      - Oryza officinalis
      - Oryza perennis
      - Oryza punctata
      - Oryza rhizomatis
      - Oryza ridleyi
      - Oryza rufipogon
      - Oryza rufipogon x Oryza sativa
      - Oryza rufipogon x Oryza sativa Japonica Group
      - Oryza sativa
      - Oryza sativa (Indica Group) x Oryza nivara
      - Oryza sativa (Japonica Group) x Oryza rufipogon
      - Oryza sativa x Oryza glaberrima
      - Oryza sativa x Oryza longistaminata
      - Oryza schlechteri

  - sous-tribu Zizaniinae
    - genre Chikusichloa
      - Chikusichloa aquatica
      - Chikusichloa mutica

    - genre Hygroryza
      - Hygroryza aristata

    - genre Luziola
      - Luziola fluitans
      - Luziola peruviana

    - genre Maltebrunia
      - Maltebrunia letestui

    - genre Potamophila
      - Potamophila parviflora

    - genre Prosphytochloa
      - Prosphytochloa prehensilis

    - genre Rhynchoryza
      - Rhynchoryza subulata

    - genre Zizania
      - Zizania aquatica
      - Zizania latifolia
      - Zizania palustris
      - Zizania texana

    - genre Zizaniopsis
      - Zizaniopsis miliacea
      - Zizaniopsis villanensis
- tribu Phyllorachideae
  - genre Humbertochloa
    - Humbertochloa bambusiuscula
    - Humbertochloa greenwayi
- tribu Streptogyneae
  - genre Streptogyna
    - Streptogyna americana
    - Streptogyna crinita